# Jan Krzyszkowski
Jan Krzyszkowski, właśc. Jan Kumala (ur. 1893, zm. 1944) – polski malarz, pedagog.

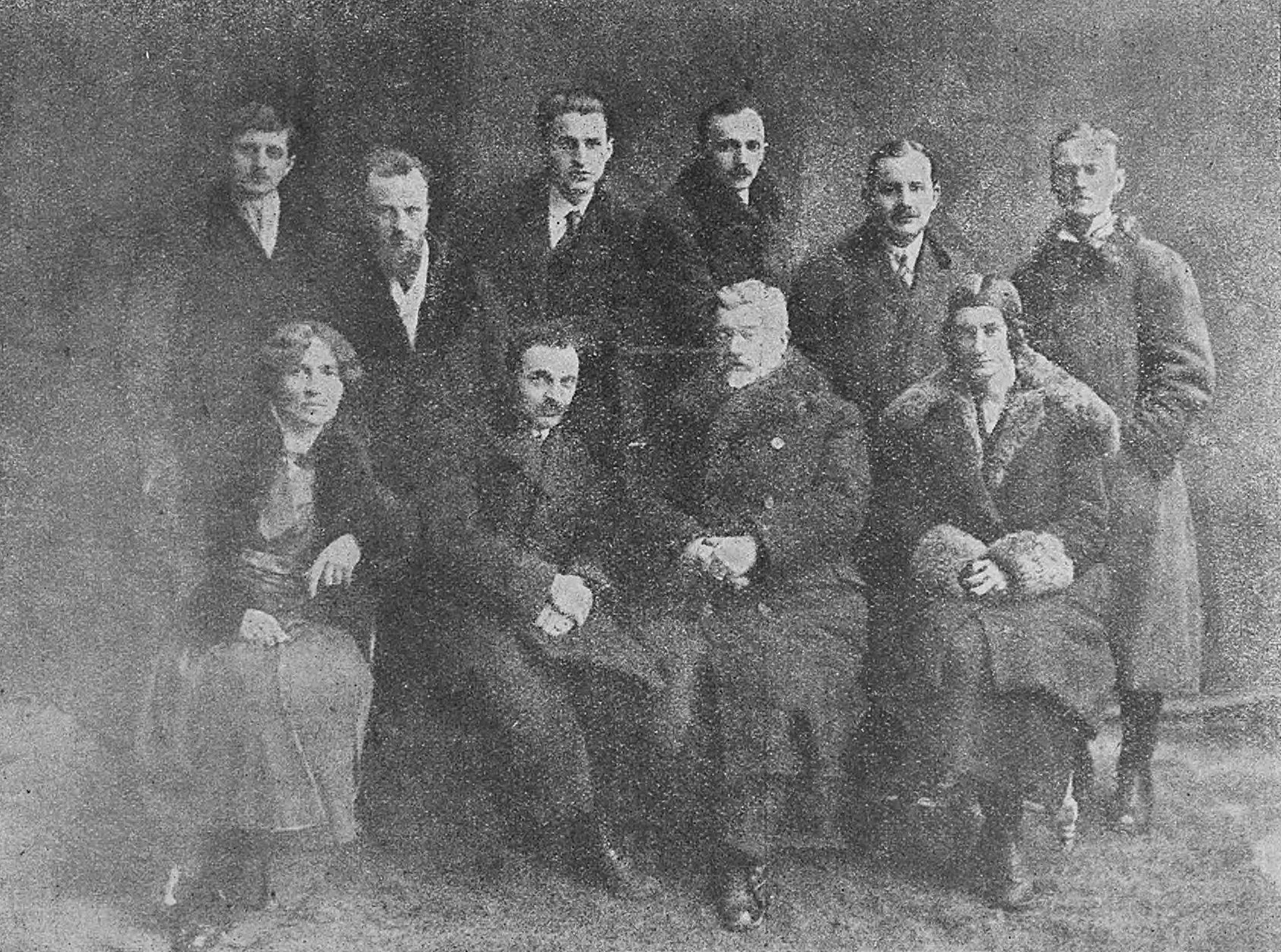
Wydział Związku Polskich Artystów Plastyków w Krakowie w 1923. Jan Krzyszkowski stoi trzeci od lewej

## Życiorys
Rozpoczął studia na Akademii Sztuk Pięknych w Krakowie, ale przerwał je aby 17 sierpnia 1914 wstąpić we Lwowie do Legionów Polskich. Początkowo służył w tzw. "Legionie Wschodnim" tj. w 12 kompanii III baonu 3 Pułku Piechoty, ale wkrótce został zaszeregowany do I kompanii w I batalionie pod dowództwem kpt. Józefa Hallera. Podczas walk pod Maksymcem (w Gorganach) w listopadzie 1914 silnie odmroził sobie nogi i szyję, został hospitalizowany i kilkukrotnie operowany w Krakowie i na Węgrzech). Po wykurowaniu kontynuował przerwane studia. Do kompanii powrócił w kwietniu 1917, służył w Polskim Korpusie Posiłkowym. Po połączeniu oddziału kpt. Józefa Hallera z II korpusem polskim na Ukrainie przeszedł do 16 Pułku Strzelców Polskich. Walczył pod Kaniowem, gdzie dostał się do pruskiej niewoli. Był przetrzymywany w Parchim i Güstrow, zwolniono go dopiero w lutym 1919. Po powrocie do Krakowa został nauczycielem, w późniejszym czasie uczył w Myślenicach. Został członkiem ZZPAP. W 1923 wybrany sekretarzem Związku Polskich Artystów Plastyków w Krakowie. Wybrano go również na wiceprezesa Związku Legionistów Polskich. Był malarzem pejzażystą, najliczniejszą kolekcję stanowią obrazy przedstawiające widoki z okolic Myślenic.